# 김진숙 (성우)
김진숙(金珍淑, 1956년 4월 27일 ~ )은 대한민국의 성우이다. 1974년 MBC 6기 공채 성우로 데뷔하였다. 은퇴년도는 불분명하지만 일본으로 이민하였고 2013년 10월, 그의 따님이 트위터에 올라온 소식 외에는 아무 소식도 없다.
2013년 1월 뇌출혈로 쓰러지고 현재 일본 병원에 입원중이다.

## 주요 출연작품

### 애니메이션
- 마야 붕붕 (MBC) - 마야 붕붕
- 배너의 모험 (MBC)
- 날아라 스타에이스 (MBC) - 리사(키리노 리사)
- 목장의 소녀 캐트리 (MBC)
- 유령대소동 (MBC)
- 작은 아씨들 (MBC) - 에이미
- 키다리 아저씨 (MBC)
- 톰 소여의 모험 (MBC) - 시드
- 들장미소녀 캔디 (MBC) - 캔디
- 마이티 마우스 (MBC) - 소년시절 마우스 / 스크레치
- 컴퓨터 형사 가제트 (MBC) - 페니
- 용감한 죠리 (MBC) - 세바스티앙
- 요술천사 피치 (MBC) - 포타모스

### 애니메이션 영화
- 머털도사와 또매 (MBC) - 여자 괴물
- 독고탁의 비둘기 합창 (MBC) - 작은 누나
- 도단이 (MBC) - 미미

### 외화
- 더 맨 (MBC) - 간호사(버지니아 파머)
- 맥가이버 (MBC) - 페니 (테리 해처)
- 사랑의 시드니 (MBC) - 패티
- 사랑이 머무는 곳에 (MBC) - 렉시(린 홀리 존슨)
- 언제나 마음은 태양 (MBC) - 파멜라(주디 거슨)
- 허리케인 (MBC) - 마라마(도로시 라무어)